# Lucas Méret
Pour les articles homonymes, voir Méret.
Pas d'image ? Cliquez ici

a Compétitions nationales et continentales officielles uniquement.

b Matchs officiels uniquement.
Dernière mise à jour le 21 janvier 2023.
Lucas Méret, né le 30 janvier 1995, est un joueur français de rugby à XV. Il évolue au poste de demi d'ouverture au club de Valence Romans Drôme Rugby.

## Biographie

### Jeunesse et formation
Lucas Méret commence le rugby à XV avec les benjamins 2e année du CA Bordeaux Bègles jusqu'aux espoirs de l'Union Bordeaux Bègles.
Il est sélectionné en équipe de France de rugby à XV des moins de 18 ans,, moins de 19 ans et moins de 20 ans,,.

### Carrière professionnelle
En 2015, il signe à l'Aviron bayonnais,.
En 2018, il s'engage avec l'Union Bordeaux Bègles pour les deux prochaines saisons,,.
Il est retenu par l'Union Bordeaux Bègles pour participer à la première édition du Supersevens,,.
En 2020, il s'engage avec l'US Carcassonne pour les deux prochaines saisons,,,.
Lors de l'été 2021 Lucas Méret rejoint le RC Narbonne, promu en Pro D2.
Après seulement une saison du côté de Narbonne, il rejoint le club de Valence Romans Drôme Rugby qui évolue alors en Nationale. 